# Boye, Mexiko
Boye är en ort i Mexiko.   Den ligger i kommunen Huichapan och delstaten Hidalgo, i den sydöstra delen av landet, 120 km norr om huvudstaden Mexico City. Boye ligger 2 054 meter över havet och antalet invånare är 497.
Terrängen runt Boye är kuperad österut, men västerut är den platt. Runt Boye är det ganska glesbefolkat, med 48 invånare per kvadratkilometer. Närmaste större samhälle är Huichapan, 3,7 km söder om Boye. I omgivningarna runt Boye växer huvudsakligen savannskog.